# Santon (Isola di Man)
Santon è una parrocchia dell'Isola di Man situata nello sheading di Middle con 691 abitanti (censimento 2011).
È ubicata nella parte sudorientale dell'isola e, con una superficie di 16,5 chilometri quadrati, è la parrocchia meno estesa.